# Myoporaceae

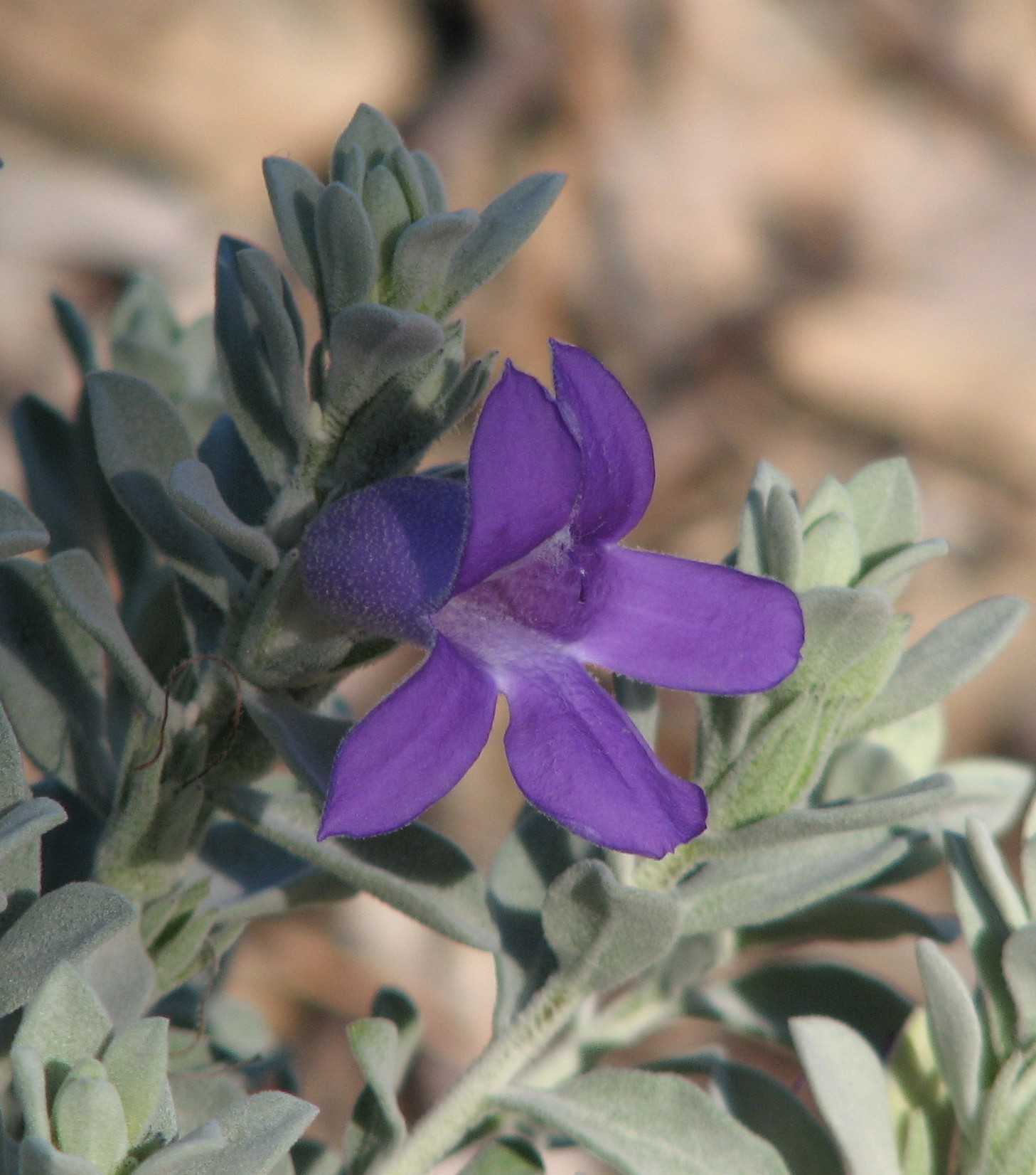
Flor de um arbusto-de-emu-azul (Eremophila hygrophana), da família Myoporaceae, nos Jardins Botânicos Reais de Cranbourne.

A família Myoporaceae R. Br. (1810) ocorre, principalmente, em regiões temperadas e tropicais do hemisfério sul. A Austrália é o país onde se concentra uma maior diversidade, mas também se estende às ilhas dos oceanos Pacifico e Índico, ao Japão, Havaí, Caribe e América do Sul. As plantas dessa família podem ser encontradas em zonas secas ou florestas ligeiramente úmidas.

## Diversidade Taxonômica
A família Myoporaceae contempla 330 espécies distribuídas em quatro gêneros: Androya H. Perrier (1952), Bontia L. (1753), Eremophila R. Br. (1994), Capraria L. (1753) e Myoporum Banks & Sol. ex Forster f. (1786). Os gêneros Oftia Adans (1763) e Ranopisoa J.F. Leroy (1977), anteriormente classificados como pertencentes à família Myoporaceae, agora fazem parte da família Scrophulariaceae, que está incluída na ordem Lamiales, assim como as Myoporaceae. Estudos moleculares, inclusive, indicam que a família Myoporaceae está dentro de Scrophulariaceae s.s. (sensu stricto).

## Morfologia
As plantas dessa família são pequenas árvores ou arbustos mesofíticos ou xerofíticos. As mesofíticas prosperam em ambientes com considerável suprimento hídrico e precipitações adequadas ao longo dos períodos de crescimento, enquanto as xerofíticas conseguem sobreviver em ambientes secos e com baixa disponibilidade de água.
As folhas desses vegetais são caducas, ou seja, perdem suas folhas durante a estação do ano menos favorável para ela, e dispostas em espiral em sua maioria. Essas folhas também podem ser coriáceas e apresentar pecíolos, embora também possam ser sésseis, ou seja, não ter pecíolos. A lâmina foliar é inteira e a sua margem pode ser inteira ou crenada, serrilhada ou dentada. As margens crenadas são caracterizadas por pequenos lobos obtusos e arredondados, diferente das serrilhadas e dentadas que possuem lobos agudos. As margens dentadas se distinguem das serradas pelos lobos agudos serem simétricos, enquanto os lobos das serradas são direcionados para o ápice.
O eixo caulinar de Myoporaceae pode ter ramificações laterais que terminam em flores ou pode ser composto por pedicelos que portam uma flor cada. Essas flores exibem simetria radial ou bilateral. A dorsiventralidade das flores envolve o androceu, a parte reprodutiva masculina, ou a corola (pétalas) e o androceu, mas não inclui o cálice (sépalas). O perianto possui um cálice e uma corola distintos, que geralmente são isômeros. As cinco ou, raramente, quatro sépalas podem estar separadas ou completamente fundidas; quando fundidas, o cálice é lobado ou dentado. Já as pétalas, que estão em igual número às sépalas, são fundidas na base e a porção apical é livre e dividida em dois lobos. Os estames do androceu, geralmente, são em quatro ou cinco e o ovário é dividido em dois lóculos.
O fruto é do tipo drupoide, termo que se refere aos frutos que apresentam pirênios, que são sementes recobertas por um endocarpo. No caso de Myoporaceae, o fruto contém apenas um pirênio, sendo denominado drupa. As sementes apresentam endosperma reduzido ou ausente, além de não serem aladas.

## Ecologia e Economia
Nessa família de plantas, os frutos são capazes de produzir drupas suculentas e comestíveis, que atraem aves e, consequentemente, contribuem para a dispersão das espécies. Por outro lado, a polinização é realizada por insetos, principalmente aqueles da ordem Hymenoptera, como abelhas e vespas.
Do ponto de vista econômico, a família Myoporaceae também tem a sua importância. Além dos frutos serem consumidos por seres humanos em algumas regiões do mundo, as folhas também podem ser usadas para a preparação de chás através da infusão.

## Relações Filogenéticas
O trabalho de Olmstead et. al. (2001) fornece evidências de que a família Myoporaceae pertence a um clado distinto denominado “Scroph I” por Olmstead e Reeves (1995), conforme estudos moleculares.
Inclusive, de acordo com alguns autores, como Karrfalt e Tomb (1983), é incoerente classificar o grupo Leucophylleae dentro de Scrophulariaceae. Devido às semelhanças com Myoporaceae, o grupo está intimamente relacionado com essa família.

## Lista de Espécies Brasileiras
O Brasil apresenta apenas uma espécie da família Myoporaceae em sua flora, a Capraria biflora L (1753). O “chá-da-terra”, nome popular designado para a planta no Brasil, é nativa da Amazônia, do Cerrado, da Mata Atlântica e da Caatinga.

## Domínios e Estados de Ocorrência no Brasil
De acordo com o Herbário Virtual do Programa Reflora, em parceria com o Jardim Botânico do Rio de Janeiro (JBRJ) e o Instituto Alberto Luiz Coimbra de Pós-Graduação e Pesquisa de Engenharia - UFRJ, os exemplares de Myoporaceae foram encontrados nos seguintes domínios e estados brasileiros:

### Domínios Morfoclimáticos:
- Amazônico;
- Caatinga;
- Cerrado;
- Mares de Morros.

### Estados:
- Acre;
- Bahia;
- Ceará;
- Espírito Santo;
- Goiás;
- Maranhão;
- Mato Grosso do Sul;
- Minas Gerais;
- Pará;
- Paraíba;
- Pernambuco;
- Piauí;
- Rio de Janeiro;
- Rio Grande do Norte;
- Sergipe;
- Tocantins.